# دهه ۱۰۰ (میلادی)
دهه ۱۰۰ (میلادی) دهه دهم تقویم میلادی است.
زادروز علی رضا آزادی== مناسبت‌ها ==

## درگذشتگان
‎